# Kazimierz Belina-Brzozowski
Kazimierz Jan Belina-Brzozowski (ur. 20 grudnia 1894?/1 stycznia 1895 w Honorówce, zm. 21 lutego 1953 w Kielcach) – major obserwator pilot Wojska Polskiego, kawaler Orderu Virtuti Militari. Ojciec pisarza Zbigniewa Belina-Brzozowskiego.

## Życiorys
Syn Emeryka Stefana i Marii z Tarnowskich. Ukończył 6-letnią Szkołę Handlową oraz rok wyższego kursu języków wschodnich. Po wybuchu I wojny światowej 15 listopada 1914 jako ochotnik zgłosił się do I Legionu Polskiego, gdzie służył od listopada 1914 roku do maja 1915. 2 listopada 1915 został przeniesiony do II batalionu Brygady Strzelców Polskich i brał udział w walkach z Niemcami na Nowogródczyźnie.
Po rozformowaniu Brygady został wcielony do armii rosyjskiej. 20 listopada 1916 roku został skierowany do szkoły wojskowej w Tyflisie, którą ukończył w kwietniu 1917. Od maja pełnił funkcję dowódcy obozu jeńców w 3 syberyjskim pułku zapasowym. Następnie w kwietniu 1918 roku otrzymał przydział do 40 pułku syberyjskiego, a w maju do II Korpusu Polskiego w Rosji. Brał udział w bitwie pod Kaniowem, gdzie 11 maja 1918 roku został ranny i dostał się do niewoli niemieckiej.
13 listopada 1918 roku wstąpił do odrodzonego Wojska Polskiego, otrzymał przydział do Kierownictwa Transportów Wojskowych. 31 października 1919 roku został skierowany na kurs do Oficerskiej Szkoły Obserwatorów Lotniczych w Toruniu. Po jego ukończeniu w marcu 1920 został przydzielony do 2 eskadry wywiadowczej. Wyróżnił się podczas lotu wywiadowczego przeprowadzonego 6 lipca 1920 roku w rejonie Brześcia. Pomimo ciężkiego postrzału w brzuch, wykonał zadanie do końca, a dopiero później pozwolił pilotowi na powrót na lotnisko.
Do marca 1922 roku był leczony i przechodził rekonwalescencję w szpitalach w Warszawie i w Częstochowie. 20 lutego 1922 po 2–letniej rekonwalescencji otrzymał przydział do 1 pułku lotniczego w Warszawie, skąd 3 kwietnia został przeniesiony na stanowisko kierownika filii Centralnych Zakładów Lotniczych. 8 kwietnia 1922 otrzymał awans na stopień kapitana. Pracował tam do 13 czerwca 1924 (m.in. na stanowiskach kierownika kancelarii, kierownika warsztatów w Składach CZL), następnie został kierownikiem referatu personalnego w Departamencie IV Żeglugi Powietrznej Ministerstwa Spraw Wojskowych. 1 września 1924 roku został skierowany na III kurs doskonalący przy Doświadczalnym Centrum Wyszkolenia w Rembertowie.
16 stycznia 1925 roku został mianowany dowódcą 12 eskadry lotniczej w 1 pułku lotniczym, 17 kwietnia 1925 został skierowany na kurs pilotażu w Bydgoskiej Szkole Pilotów. Po jego ukończeniu 9 października 1925 został mianowany dowódcą 14 eskadry lotniczej w 1 pl, pełnił tę funkcję w okresie listopad-grudzień 1925 roku. Następnie został przeniesiony na stanowisko Komendanta Portu Lotniczego Oficerskiej Szkoły Lotniczej w Grudziądzu. W październiku 1927 roku został przeniesiony do 4 pułku lotniczego, również na stanowisko Komendanta Portu Lotniczego, a następnie na stanowisko kwatermistrza 4 pl. 28 lutego 1928 został awansowany na stopień majora. Z dniem 31 grudnia 1930 roku został przeniesiony w stan spoczynku.
Zmarł 21 lutego 1953 w Kielcach, został pochowany na cmentarzu Starym (kwatera 9-C).

## Awanse
- 15 kwietnia 1917 – chorąży
- 13 listopada 1918 – podporucznik
- 15 grudnia 1920 – porucznik
- 8 czerwca 1922 – kapitana
- 25 lutego 1928 – major

## Ordery i odznaczenia
Za służbę w lotnictwie Wojska Polskiego otrzymał odznaczenia:
- Krzyż Srebrny Orderu Wojskowego Virtuti Militari nr 1853 – 19 września 1922[12]
- Krzyż Walecznych[13]
- Medal Dziesięciolecia Odzyskanej Niepodległości
- Polowa Odznaka Obserwatora nr 20 – 11 listopada 1928 roku „za loty bojowe nad nieprzyjacielem w czasie wojny 1918-1920”[14]
- Krzyż Kaniowski nr 491
- Krzyż Kawalerski Legii Honorowej
- Medal Międzysojuszniczy „Médaille Interalliée”[13]